# ノヴォシビルスク地下鉄
ノヴォシビルスク地下鉄（ノヴォシビルスクちかてつ、ロシア語: Новосибирский метрополитен）は、ロシアのノヴォシビルスクの地下鉄である。

## 歴史

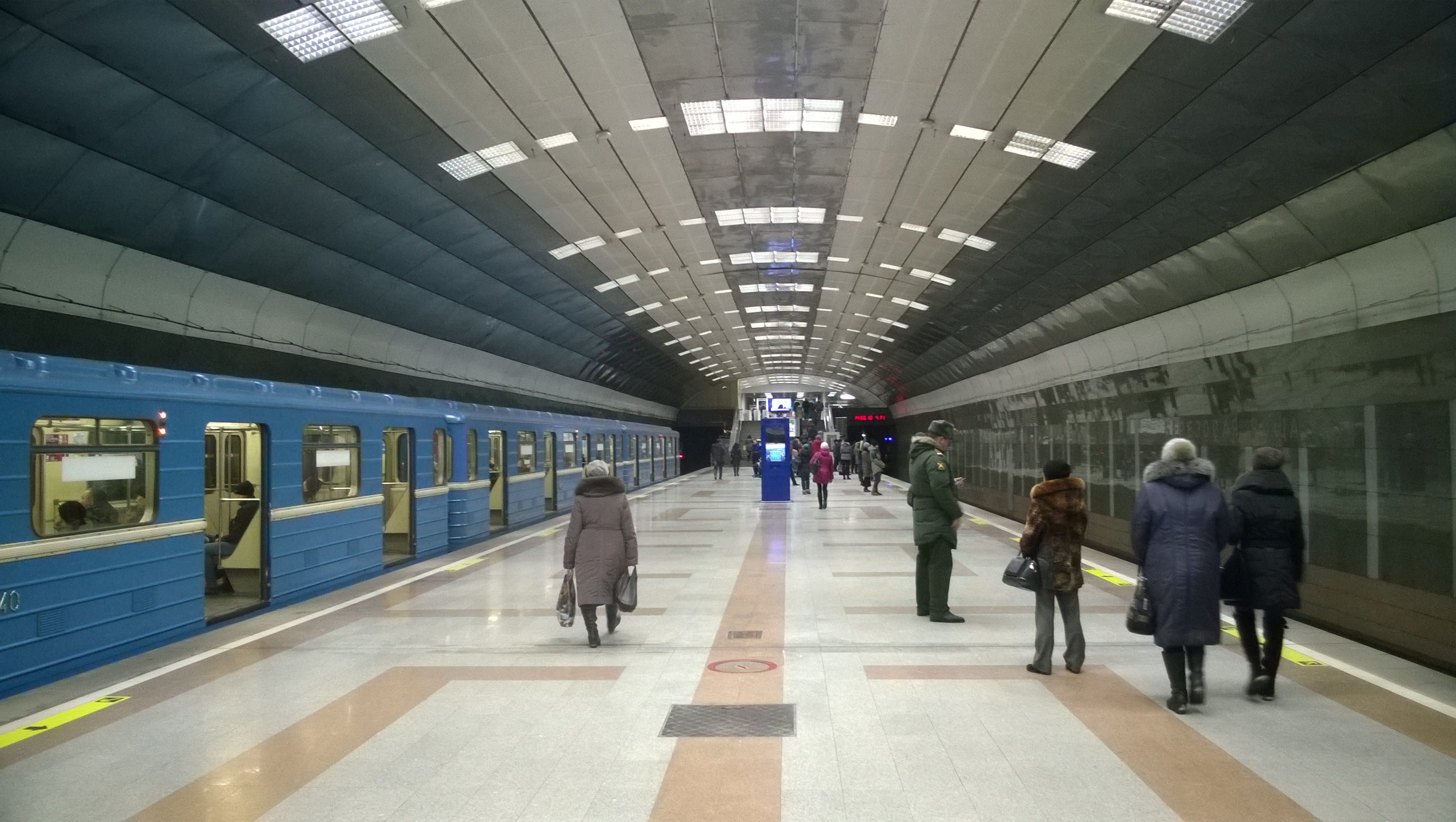
ベリョサヴァヤ・ロシャ駅

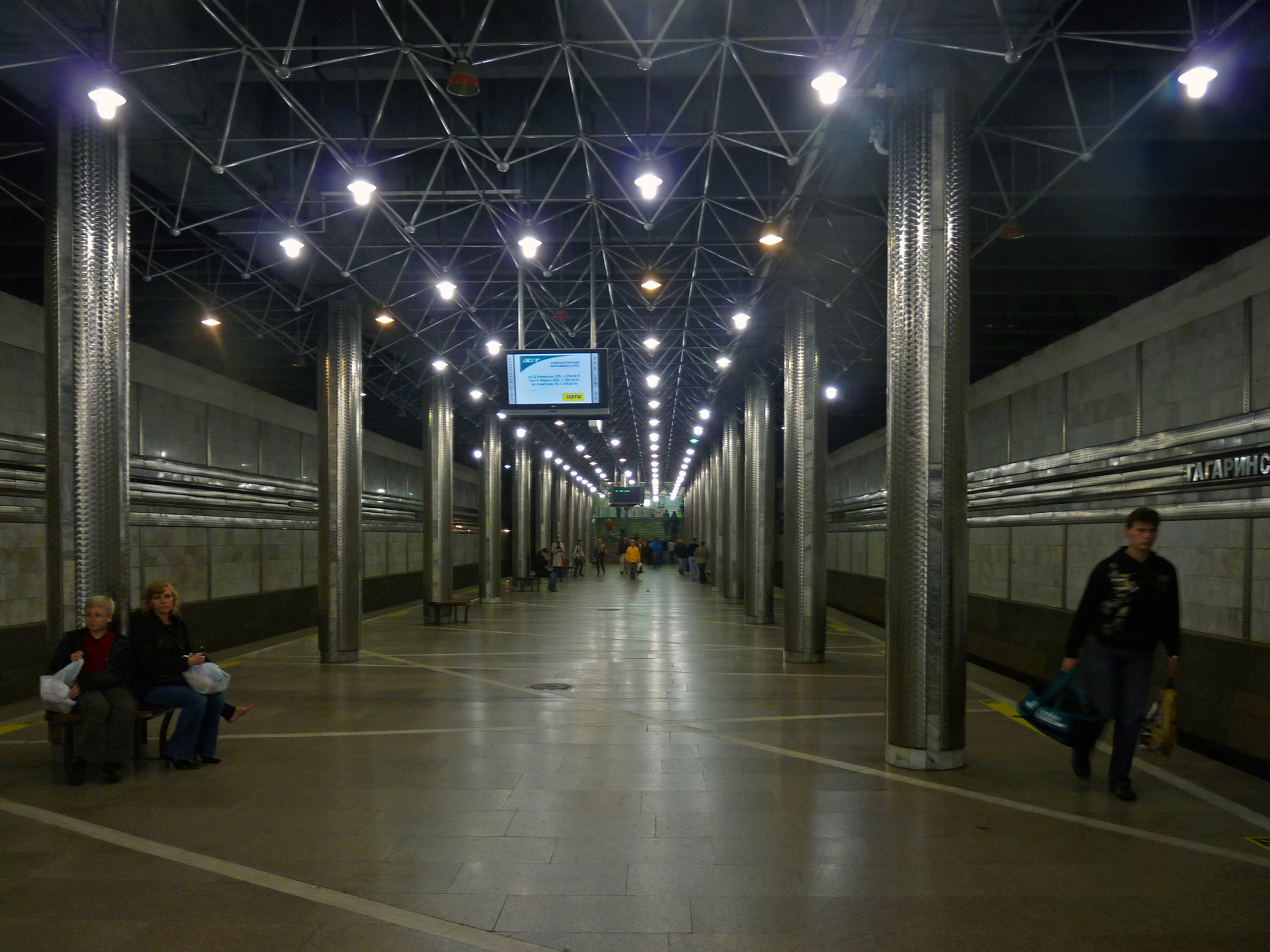
ガガーリンスカヤ駅

ノヴォシビルスクは、シベリアの主要な幹線交通機関であるシベリア鉄道とオビ川の交差する位置に建設された人口160万人のロシア第3の都市である。この街はソビエト時代に最も成長した都市のひとつである。1960年代後半には地下鉄の建設計画ができ、1979年5月12日に建設が始まった。キエフやミンスクでの地下鉄建設の経験を活かし、7年半の工期で5駅からなる路線が完成し、1986年1月7日にソビエト連邦で11番目、ロシアで4番目の地下鉄として開業した。
その後、当初の計画通り、総延長62km、4路線のネットワークに向けた工事が始められた。1990年代の経済の混乱によって大幅な遅延を余儀なくされているが、工事は現在でも進められている。

## 路線と駅
ノヴォシビルスク地下鉄にはレーニンスカヤ線 (Ленинская)とジェルジンスカヤ線 (Дзержинская)の2路線、12駅がある。4両からなる20の電車で1日当たり25万人の乗客を運搬している。駅は、ソビエト後期の様式で装飾されている。現在は11駅（1駅は2路線共通の乗り換え駅）ある。路線の大半は地下だが、オビ川を跨ぐ部分（ru:Новосибирский метромост）は、2.145km地上に出ている。
| #    | 路線名                           | 開業   | 最新駅の開業 | 延長    | 駅数 |
| ---- | -------------------------------- | ------ | ------------ | ------- | ---- |
| 1    | レーニンスカヤ線 (Ленинская)     | 1986年 | 1992年       | 10.5 km | 8    |
| 2    | ジェルジンスカヤ線 (Дзержинская) | 1987年 | 2010年       | 5.5 km  | 5    |
| 合計 | 合計                             | 合計   | 合計         | 16 km   | 13   |

### レーニンスカヤ線
| 日本語駅名                 | ロシア語表記           | 開通年月日     | 備考                                     |
| -------------------------- | ---------------------- | -------------- | ---------------------------------------- |
| ザエリツォフスカヤ駅       | Заельцовская           | 1992年4月2日   |                                          |
| ガガーリンスカヤ駅         | Гагаринская            | 1992年4月2日   |                                          |
| クラスニー・プロスペクト駅 | Красный проспект       | 1986年1月7日   | ジェルジンスカヤ線・シビルスカヤ駅に乗換 |
| オクチャブリースカヤ駅     | Октябрьская            | 1986年1月7日   |                                          |
| レチノイ・バグザール駅     | Речной вокзал          | 1986年1月7日   |                                          |
| スポルティブナヤ駅         | Спортивная             | 2024年開業予定 |                                          |
| スチュデンチェスカヤ駅     | Студенческая           | 1986年1月7日   |                                          |
| マルクス広場駅             | Площадь Маркса         | 1991年7月26日  |                                          |
| スタニスラフスキー広場駅   | Площадь Станиславского | 2030年開業予定 |                                          |

### ジェルジンスカヤ線
| 日本語駅名                       | ロシア語表記                 | 開通年月日     | 備考                                             |
| -------------------------------- | ---------------------------- | -------------- | ------------------------------------------------ |
| ガリーナ・ミハイロフスキー広場駅 | Площадь Гарина-Михайловского | 1987年12月31日 | シベリア鉄道・ノヴォシビルスク駅と乗換           |
| シビルスカヤ駅                   | Сибирская                    | 1987年12月31日 | レニンスカヤ線・クラスニー・プロスペクト駅に乗換 |
| マルシャラ・パクリシュキナ駅     | Маршала Покрышкина           | 2000年12月28日 |                                                  |
| ベリョサヴァヤ・ロシャ駅         | Берёзовая роща               | 2005年6月25日  |                                                  |
| ザラタヤ・ニーヴァ駅             | Золотая Нива                 | 2010年10月7日  |                                                  |
| グシナバラドスカヤ駅             | Гусинобродская               | 2030年開業予定 |                                                  |
| ヴァラチェフスカヤ駅             | Волочаевская                 | 2030年開業予定 |                                                  |

## 車両
2019年現在、ノヴォシビルスク地下鉄には以下の形式の電車が在籍している。

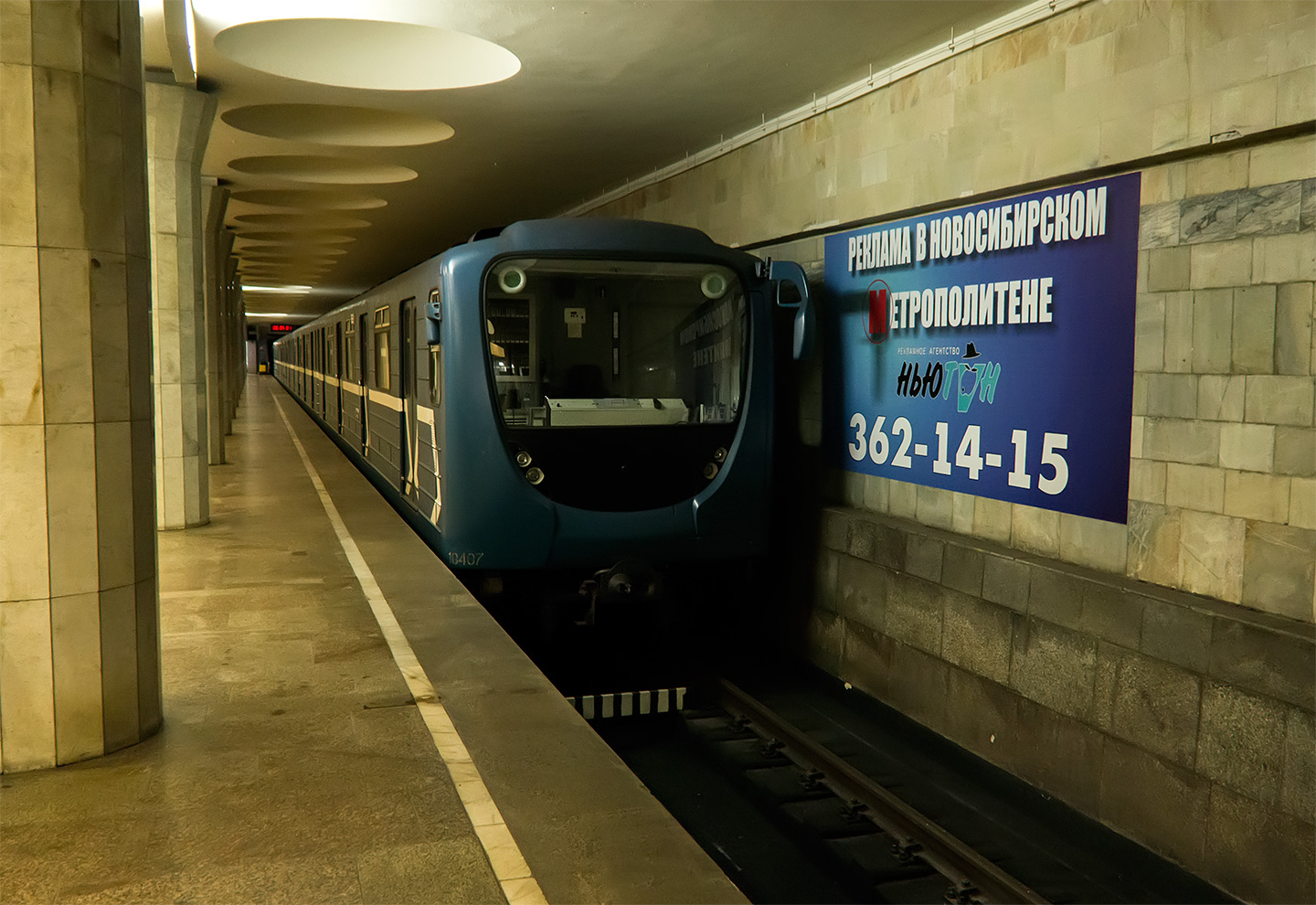
81-540.2N/541.2N形 2013年以降製造されている車両。サンクトペテルブルク地下鉄に導入された81-540.2/541.2形と同型である。

- 81-717/714形電車（動画）
開業時に導入された車両。旧ソ連各地の地下鉄に導入された標準型車両である[1]。
- 81-540.2N/541.2N形（ロシア語版）
2013年以降製造されている車両。サンクトペテルブルク地下鉄に導入された81-540.2/541.2形と同型である[2]。